# Mermaid Avenue Vol. II
Mermaid Avenue Vol. II är ett album av Billy Bragg & Wilco, utgivet i maj 2000. Låttexterna är skrivna av Woody Guthrie och albumet var en fortsättning på ett projekt initierat av Nora Guthrie, Woody Guthries dotter, som tidigare resulterat i albumet Mermaid Avenue, utgivet 1997.

## Låtlista
1. "Airline to Heaven" (Woody Guthrie/Jay Bennett/Jeff Tweedy) - 4:52
2. "My Flying Saucer" (Woody Guthrie/Billy Bragg) - 1:47
3. "Feed of Man" (Woody Guthrie/Jeff Tweedy) - 4:10
4. "Hot Rod Hote" (Woody Guthrie/Billy Bragg) - 3:19
5. "I Was Born" (Woody Guthrie/Billy Bragg) - 1:52
6. "Secret of the Sea" (Woody Guthrie/Jay Bennett/Jeff Tweedy) - 2:44
7. "Stetson Kennedy" (Woody Guthrie/Billy Bragg) - 2:41
8. "Remember the Mountain Bed" (Woody Guthrie/Jay Bennett/Jeff Tweedy) - 6:28
9. "Blood of the Lamb" (Woody Guthrie/Jay Bennett/Jeff Tweedy) - 4:18
10. "Aginst th' Law" (Woody Guthrie/Billy Bragg) - 3:05
11. "All You Fascists" (Woody Guthrie/Billy Bragg) - 2:45
12. "Joe DiMaggio Done It Again" (Woody Guthrie/Billy Bragg) - 2:34
13. "Meanest Man" (Woody Guthrie/Billy Bragg) - 3:48
14. "Black Wind Blowing" (Woody Guthrie/Billy Bragg) - 3:02
15. "Somebody Some Morning Sometime" (Woody Guthrie/Jeff Tweedy) - 2:51